# Buio e luna piena
Buio e luna piena è il nono album in studio di Franco Califano, pubblicato nel 1982 per l'etichetta discografica Lupus di sua proprietà.

## Tracce
1. Buio e luna piena (Franco Califano, Giampiero Artegiani, Marcello Marrocchi) - 4:27
2. Angela (Franco Califano, Bruno Lauzi) - 3:55
3. Separazione scontata (Franco Califano, Corrado Castellari, Cristiano Malgioglio) - 3:05
4. Veri eroi (Franco Califano, Alberto Varano) - 3:25
5. Sarai mia (Franco Califano, Giuseppe Marchese) - 3:45
6. La luna in metropolitana (Franco Califano, Giampiero Artegiani, Marcello Marrocchi) - 3:22
7. Occupate le palestre (Franco Califano, Antonio Abbate) - 3:30
8. Di' a quel tuo amico (Franco Califano, Alberto Varano) - 3:45
9. Una storia di più (Franco Califano, Sharade) - 3:31
10. Finito (Franco Califano, Sharade) - 3:15